# Венецкий, Дмитрий Степанович
Дмитрий Степанович Венецкий (1908 год, село Сандата, Сальский округ, Область Войска Донского — 1986 год) — старший чабан совхоза № 383 Городовиковского района Калмыцкой АССР. Герой Социалистического Труда (1965).

## Биография
Родился в 1908 году в селе Сандата Сальского округа Области Войска Донского. До начала Великой Отечественной войны работал гуртоправом в совхозе № 383 Яшалтинского района Калмыцкой АССР. После начала войны был призван на фронт. Участвовал в обороне Сталинграда и взятии Кенигсберга. После демобилизации возвратился в родной колхоз. Освоил чабанское дело и вскоре был назначен бригадиром чабанов.
Руководимая Дмитрием Венецким бригада ежегодно получала не менее 115 ягнят от 100 овцематок. В 1960 году бригада вырастила 125 ягнят от 100 овцематок и сдала 6 килограмм шерсти с каждой овцы. Указом Президиума Верховного Совета СССР от 12 марта 1965 года удостоен звания Героя Социалистического Труда с вручением ордена Ленина и золотой медали «Серп и Молот».

## Память
- В Элисте на Аллее героев установлен барельеф Дмитрия Венецкого.

## Награды
- Герой Социалистического Труда — указом Президиума Верховного Совета СССР от 12 марта 1965 года;
- Орден Ленина (1965);
- Медаль «За оборону Сталинграда»;
- Медаль «За взятие Кенигсберга»;
- Медаль «За победу над Германией в Великой Отечественной войне 1941—1945 гг.»

## Источник
- Венецкий Дмитрий Степанович: букл.// Наши земляки — Герои Социалистического Труда: компл. букл. / сост.: Г. Д. Андраева, З. Б. Очирова; ред. Е. Н. Бошева; худож. В. Я. Михин. — Элиста, 1987.
- Очерки истории Калмыцкой АССР, Эпоха социализма, М., изд. Наука, 1970, стр. 372